# Distretto di Mufindi
Il distretto di Mufindi è uno dei distretti in cui è amministrativamente suddivisa la regione di Iringa in Tanzania. È suddiviso in 28 circoscrizioni (wards) e conta una popolazione di 288 996 abitanti (censimento 2022).

## Suddivisione amministrativa
Il distretto è diviso nelle seguenti circoscrizioni (wards), tra parentesi gli abitanti (censimento 2022):
1. Idete (5 822)
2. Idunda (6 984)
3. Ifwagi (10 393)
4. Igombavu (8 101)
5. Igowole (18 925)
6. Ihalimba (13 028)
7. Ihanu (10 063)
8. Ihowanza (12 466)
9. Ikongosi (9 136)
10. Ikweha (10 066)
11. Itandula (14 329)
12. Kasanga (8 600)
13. Kibengu (18 542)
14. Kiyowela (4 678)
15. Luhunga (10 424)
16. Maduma (5 517)
17. Makungu (17 393)
18. Malangali (6 331)
19. Mapanda (13 073)
20. Mbalamaziwa (9 065)
21. Mdabulo (11 399)
22. Mninga (15 795)
23. Mpanga Tazara (775)
24. Mtambula (11 232)
25. Mtwango (17 445)
26. Nyololo (9 448)
27. Sadani (9 966)